# Joey Taylor
Joey Taylor, all'anagrafe Joseph Torrance Taylor (18 agosto 1997) è un calciatore montserratiano, difensore dell'Ashford Utd e della nazionale montserratiana.

## Biografia
Suo fratello maggiore Lyle è a sua volta un calciatore.

## Carriera

### Club
Ha giocato nelle serie minori inglesi: il livello più alto in cui ha giocato è la quinta divisione, con il Welling Utd.

### Nazionale
Ha esordito in nazionale con Montserrat nel 2015.

## Palmarès

### Club

#### Competizioni regionali
- Isthmian League South East Division: 1

Chatham Town: 2022-2023